# Centistes achterbergi
Centistes achterbergi  (лат.) — вид паразитических наездников из семейства Braconidae. Центральная Америка: Коста-Рика.

## Описание
Длина самок от 2,3 до 2,6 мм. Основная окраска тела коричневая; ноги жёлтые. Усики самок тонкие, нитевидные, состоят из 24-25 члеников (у самцов 21—24). Длина переднего крыла самок от 2,4 до 3,1 мм (у самцов 2,1 мм). Первый брюшной тергит стебельчатый (петиоль короткий). Нижнегубные щупики состоят из 3 сегментов. Предположительно, как и другие виды рода паразитируют на жуках. Вид был впервые описан в 2017 году американскими энтомологами Helmuth Aguirre, Scott Richard Shaw (University of Wyoming, Department of Ecosystem Science and Management, Laramie, Вайоминг, США) и Luis Felipe Ventura De Almeida (Universidade Federal de São Carlos, Departamento de Ecologia e Biologia Evolutiva, São Carlos, Бразилия). Вид был назван в честь голландского энтомолога Корнелиуса Ахтенберга (Dr Cornelius van Achterberg; Department of Entomology, National Museum of Natural History, Лейден, Нидерланды), крупного специалиста по наездникам семейства Braconidae.